# Бхаванипатна
Бхаванипатна (англ. Bhawanipatna, ория ଭବାନିପାଟଣା) — город в индийском штате Орисса. Административный центр округа Калаханди.

## География
Средняя высота над уровнем моря — 247 метров.

## Население
По данным всеиндийской переписи 2001 года, в городе проживало 60 745 человек, из которых мужчины составляли 52 %, женщины — соответственно 48 %. Уровень грамотности взрослого населения составлял 70 % (при общеиндийском показателе 59,5 %). Уровень грамотности среди мужчин составлял 78 %, среди женщин — 61 %. 12 % населения было в возрасте младше 6 лет.